# Verbascum ptychophyllum
Verbascum ptychophyllum är en flenörtsväxtart som beskrevs av Pierre Edmond Boissier. Verbascum ptychophyllum ingår i släktet kungsljus, och familjen flenörtsväxter. Inga underarter finns listade i Catalogue of Life.